# Narwar
Narwar (en hindi: नरवर ) es una localidad de la India en el distrito de Shivpuri, estado de Madhya Pradesh.

## Geografía
Se encuentra a una altitud de 284 m s. n. m. a 388 km de la capital estatal, Bhopal, en la zona horaria UTC +5:30.

## Demografía
Según estimación 2010 contaba con una población de 18 495 habitantes.